# Acropora mirabilis
Acropora mirabilis is een rifkoralensoort uit de familie van de Acroporidae. De wetenschappelijke naam van de soort is voor het eerst geldig gepubliceerd in 1886 door Quelch.